# 488
488 (CDLXXXVIII) fue un año bisiesto comenzado en viernes del calendario juliano, en vigor en aquella fecha.
En el Imperio romano, el año fue nombrado el del consulado de Eclesio y Sividio, o menos comúnmente, como el 1241 Ab urbe condita, adquiriendo su denominación como 488 a principios de la Edad Media, al establecerse el anno Domini.

## Acontecimientos
- Teodorico el Grande se convierte en rey de los ostrogodos. Invaden Italia.[1] Se inicia el reino franco entre el Loira y el Somme.
- Los Hunos invaden el Imperio de Occidente.[2]

## Fallecimientos
- Sidonio Apolinar (fecha aproximada).